# Yoshikazu Isoda
Yoshikazu Isoda (jap. 礒田 由和 Isoda Yoshikazu; ur. 27 maja 1965) – japoński piłkarz występujący na pozycji obrońcy.

## Kariera klubowa
Od 1988 do 1993 roku występował w klubach NKK i Avispa Fukuoka.